# Matt Zemlin
Matthias Zemlin mais conhecido como Matt Zemlin (Hamburgo, 11 de Setembro de 1980),  é ator, produtor e diretor de cinema.

## Filmografia
- 2007 - Braindead[1]
- 2008 - Einsatz in Hamburg (TV)
- 2009 - The Sky Has Fallen
- 2009 - Henri[2]
- 2009 - Wanted[3]
- 2010 - Dabangg[4]
- 2010 - Aakrosh
- 2011 - King of the Underground
- 2013 - Dirty Money[5][6]
- 2013 - Closer Than Love